# Marhanets
Marhanets (ukrainska: Марганець; ryska: Марганец) är en stad i Dnipropetrovsk oblast i sydöstra Ukraina, vid  Kachovkareservoaren i floden Dnepr med en befolkning på omkring 45 000 invånare.